# 21291 Mercalli
21291 Mercalli è un asteroide della fascia principale. Scoperto nel 1996, presenta un'orbita caratterizzata da un semiasse maggiore pari a 2,343041 au e da un'eccentricità di 0,046402, inclinata di 7,304155°° rispetto all'eclittica.
È dedicato a Luca Mercalli, celebre meteorologo e presidente della Società Meteorologica Italiana.